# جامع قلعة صالح الكبير
جامع قلعة صالح الكبير هو من مساجد العراق التاريخية الأثرية القديمة، ويقع في ناحية قلعة صالح التابعة لقضاء العمارة، مقابل مدرسة قلعة صالح، ولقد كانت منطقته تسمى سابقاً (الشطرة).
وشيد وبني الجامع في عام 1285هـ/ 1868م، في عهد الدولة العثمانية مع تاريخ بناء قلعة صالح من قبل عبد الله بن صالح من عكيل من نجد، حيث سميت بهذا الاسم نسبة إلى صالح الضابط النجدي الذي أتوا به العثمانيون للسيطرة على العشائر الموجودة في المنطقة، والجامع تبلغ مساحته 600م2 تقريباً، ويحتوي على منارة مئذنة تتوسط بناؤه، وتحوي واجهته الامامية على محلات تجارية تابعة لهُ.
وتقام فيهِ حالياً صلاة الجمعة وصلاة العيدين والصلوات الخمس.